# André Rougeot
Pour les articles homonymes, voir Rougeot.
André Rougeot est un journaliste français.

## Carrière
André Rougeot collabore au Canard enchaîné à partir de la seconde moitié des années 1980 jusqu'en 1998. Le 13 avril 1988, il publie un grand article intitulé « La gentilhommière à prix cassé de Léo » (François Léotard).

### Affaire Yann Piat
Spécialiste des affaires du Var, il enquête, en 1996, sur l'affaire Yann Piat. Il fait paraître au début du mois d'octobre 1997 L'Affaire Yann Piat. Des assassins au cœur du pouvoir, où il défend la thèse que la députée avait été assassinée parce qu'elle en savait trop sur les affaires immobilières impliquant des hommes politiques et le grand banditisme varois. Il cite les propos d'un « général », ancien de la direction du Renseignement militaire, qui fait de deux dirigeants politiques, François Léotard et Jean-Claude Gaudin (surnommés Trottinette et Encornet), les commanditaires du meurtre. Les deux politiques portent plainte et entament une action en référé pour supprimer les passages du livre jugés diffamatoires.
Par deux fois, les deux journalistes sont incapables de fournir les preuves de ce qu'ils avancent. Le tribunal ordonne le retrait du livre, et les éditions Flammarion ne poursuivent pas sa publication. André Rougeot et Jean-Michel Verne sont condamnés à payer, chacun, 300 000 F d'amende pour diffamation envers une personne dépositaire de l'autorité publique (F. Léotard), et 80 000 F d'amende pour diffamation publique envers un particulier (Georges Arnaud, ancien chauffeur de Y. Piat). Ils sont aussi condamnés à verser un million de francs à François Léotard et 150 000 F à Georges Arnaud, au titre des dommages et intérêts. Au terme du procès intenté par Jean-Claude Gaudin, les deux auteurs sont condamnés à payer 200 000 F d'amende et à verser, solidairement, 300 000 F à la partie civile.
En réponse, François Léotard écrit Pour l'honneur.
Quelques mois plus tard, André Rougeot est écarté de la rédaction du Canard enchaîné.

## Publications
- 1991 : Flic des beaux quartiers, avec André le Bars, Robert Laffont, coll. « Vécu », Paris, 338 p.  (ISBN 2-221-05221-8) ; « J'ai lu » (no 3370), Paris, 1992, 438 p.  (ISBN 2-277-23370-6)
- 1997 : L'Affaire Yann Piat. Des assassins au cœur du pouvoir, avec Jean-Michel Verne, Flammarion, Paris, 296 p.  (ISBN 2-08-067443-9)
- 1997 : La Douanière, la Nuée bleue, coll. « Le sens d'une vie », Strasbourg, 251 p.  (ISBN 2-7165-0433-4)